# Indiankårel
Indiankårel (Erysimum inconspicuum) är en korsblommig växtart som först beskrevs av Sereno Watson, och fick sitt nu gällande namn av Macmill. Enligt Catalogue of Life ingår Indiankårel i släktet kårlar och familjen korsblommiga växter, men enligt Dyntaxa är tillhörigheten istället släktet kårlar och familjen korsblommiga växter. Arten förekommer tillfälligt i Sverige, men reproducerar sig inte. Inga underarter finns listade i Catalogue of Life.